# جی‌ئی پاور کانورژن
جی‌ئی پاور کانورژن (انگلیسی: GE Power Conversion) شرکت مهندسی برق فرانسوی است، که در سال ۲۰۰۵ تأسیس شد.